# Arnold Bittlinger

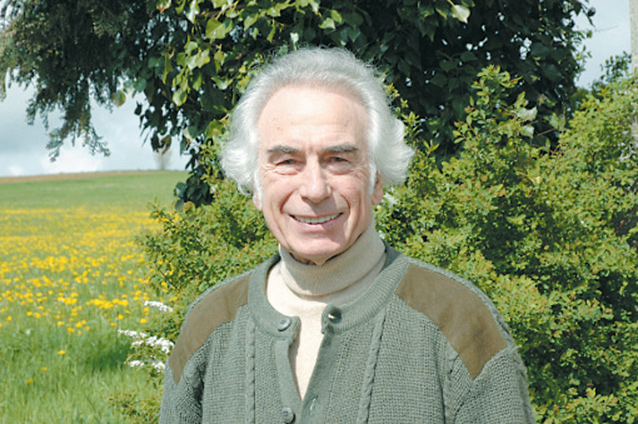
Arnold Bittlinger (2006)

Arnold Georg Bittlinger (* 13. Juni 1928 in Edenkoben, Pfalz (Freistaat Bayern); † 23. März 2025 in Berneck, Kanton St. Gallen) war deutsch-schweizerischer evangelischer Theologe, Psychologe, Psychotherapeut, Buchautor, Referent und in den Sechzigerjahren Mitbegründer der Charismatischen Erneuerung in Deutschland.

## Leben

### Kindheit, Jugend und berufliche Anfänge
Arnold Bittlinger war Sohn des elsässischen Landesjugendpfarrers Georg Bittlinger und seiner Ehefrau Wilhelmine Jung. 1937 verunglückte sein elfjähriger Bruder Karl tödlich, was ihn nachhaltig beeinflusste. Er besuchte die Volks- und Oberschule im pfälzischen Edenkoben und das Humanistische Gymnasium in Neustadt an der Weinstrasse.
1945 absolvierte er ein Weinbaupraktikum im grosselterlichen Weingut in Ebernburg an der Nahe; dort leitete er den von ihm gegründeten Kirchenchor, weil die Schulen in den Nachkriegswirren geschlossen waren. Ab Herbst 1945 baute er in seiner Heimatstadt Edenkoben die evangelische Jugendarbeit neu auf, die während des „Dritten Reichs“ zum Erliegen gekommen war. Nach seinem Abitur studierte er evangelische Theologie und Psychologie in Deutschland, Frankreich, im Vereinigten Königreich, in der Schweiz und in den USA; er befasste sich zudem mit Kunstgeschichte und mit Weinbau.
1952 wurde Bittlinger in seiner Heimatstadt Edenkoben ordiniert, als Vikar in Kaiserslautern und danach als Pfarrverweser in Speyer eingesetzt. Er selbst war ein Schüler und Freund des damals in Speyer wirkenden Theologen und Kulturwissenschaftlers Carl Schneider. Außerdem wurde er Leiter der Schülermission in Deutschland, die er nach dem Vorbild der englischen Interschool Christian Fellowship aufbaute. Nach seinem zweiten theologischen Examen wurde er 1956 Pfarrer in Ludwigshafen am Rhein mit einem selbstständigen Pfarrbezirk von etwa 7000 Gemeindegliedern. Dort gründete er eine lebhafte Jugendarbeit und zahlreiche Hauskreise.
1959 wurde Bittlinger zum Leiter des Volksmissionarischen Amtes der Pfälzischen Landeskirche berufen. In dieser Funktion reiste er 1962 durch die USA, um den missionarischen Gemeindeaufbau zu studieren. Dabei stieß er auf Anfänge der Charismatischen Erneuerung in lutherischen, episkopalen und reformierten Gemeinden. Er berichtete davon in seiner Schrift Wie es begann. Außerdem interessierte er sich für den amerikanischen Weinbau und erwarb das Weindiplom des Weininstituts von San Francisco. Nach seiner Rückkehr aus den USA beschäftigte er sich mit dem charismatischen Gemeindeaufbau und veröffentlichte zahlreiche Arbeiten zu dieser Thematik. Er lud den charismatischen Amerikaner Larry Christenson nach Deutschland ein, 1963 leitete er eine grosse Tagung in Enkenbach bei Kaiserslautern zum Thema: «Das Wirken des Heiligen Geistes heute», die als Beginn der charismatischen Bewegung in Deutschland angesehen werden kann.

### 1965 bis 1983
In den Jahren 1965 bis 1969 organisierten Wilhard Becker, Reiner Edel, Klaus Hess, Walter Hümmer, Arthur Richter, der katholische Priester Peter Paul Urbanczik und er weitere Tagungen in Königstein im Taunus. 1966 begann er eine ökumenische Akademie in Schloss Craheim in Unterfranken. 1968 gründete er zusammen mit dem Franziskanerpater Eugen Mederlet und dem freikirchlichen Pastor Wilhard Becker das «Lebenszentrum für die Einheit der Christen» in Schloss Craheim. Von 1967 bis 1973 war er Mitarbeiter des theologischen Marburger Kreises, wobei er am Schluss aufgrund von Differenzen wegen seiner neuen charismatischen Ausrichtung abgewählt wurde und ausschied.
Am Ökumenischen Institut der Universität Genf war Bittlinger 1969–1970 Assistent des griechisch-orthodoxen Professors Nikos Nissiotis. Von 1971 bis 1972 war er „Fellow“ des Instituts für ökumenische und kulturelle Forschung in Collegeville, Minnesota und Mitglied des Lehrkörpers («Faculty-member») der St. John’s Universität. Er befasste sich auch mit indianischer Kultur und wurde in den Stamm der Ojibwe-Indianer der Algonkin-Nation aufgenommen. 1978 wurde seine ökumenische Akademie dem Schweizerischen Diakonieverein angegliedert und 1980 vom Ökumenischen Rat der Kirchen (ÖRK) als Studienzentrum des ÖRK anerkannt. 1976 gründete er zusammen mit einer Ärztin und einer Krankenschwester in München ein «Healing-Home».
1977 wurde er vom Weltkirchenrat als Mitarbeiter im Ressort «Erneuerung und Gemeindeleben» nach Genf berufen. In dieser Funktion unternahm er zahlreiche Forschungsreisen in alle Erdteile und organisierte 1980 eine weltweite Konsultation zum Thema «Towards a Church Renewed and United in the Holy Spirit». Zeitgleich wirkte er als Pfarrer der Weinbaugemeinde Oberhallau im Kanton Schaffhausen.

### Ab 1984
1984 bis 1993 wirkte er als Seelsorger und Psychotherapeut am Psychiatriezentrum Schaffhausen und als Dozent an der Schule für psychiatrische Krankenpflege. 1991 erhielt er das Schweizer Bürgerrecht. Ab 1994 war er als Psychotherapeut mit eigener Praxis und als Dozent am C.G. Jung-Institut in Zürich tätig. Er hielt außerdem Vorlesungen, Seminare, Kurse und Vorträge bei der Internationalen Gesellschaft für Tiefenpsychologie, an verschiedenen Universitäten und Hochschulen, in Akademien und Bildungszentren, im Radio und Fernsehen. Er war in der Ärzte- und Lehrerfortbildung und als Leiter der Redaktion Schweiz der Zeitschrift Analytische Psychologie tätig. Daraus erwuchsen zahlreiche Publikationen, die in mehrere Sprachen übersetzt und verbreitet wurden.

## Familie
Arnold Bittlinger war verheiratet mit der Theologin und Dipl. Analytischen Psychologin Ilse Bittlinger-Baumann (1928–2008), ein Sohn ist der evangelische Pfarrer und Liedermacher Clemens Bittlinger. Ab 2013 war er mit Bettina Elisabeth Egli verheiratet.
Er verstarb am 23. März 2025 im Weinbauerndorf Berneck SG im Alter von 96 Jahren.

## Schriften (Auswahl)
- Die Bedeutung der Gnadengaben für die Gemeinde Jesu Christi. Oekumenischer Verlag Dr. R. F. Edel, Marburg 1964.
- Der frühchristliche Gottesdienst und seine Wiederbelebung innerhalb der reformatorischen Kirchen der Gegenwart. Edel, Marburg 1964
- Eine Besinnung über 1. Korinther 13. Eigenverlag Rufer-Zentrale, 1965.
- Evangelische Beichte – ein Weg zur Freiheit. Gottes Ruf, Heft 12/13. Edel, Marburg 1965.
- Die Ordnung der Dienste im Neuen Testament. Bibelarbeiten von Arnold Bittlinger. Edel, Marburg 1966.
- Gemeinde ist anders. Calwer Verlag, Calw 1966.
- Die Focolarini. Verlag Die Rufer, 1967.
- Charisma und Amt. Calwer Verlag, Calw 1967.
- Gottesdienst heute. Calwer Verlag, Calw 1968.
- Im Kraftfeld des Heiligen Geistes. Edel, Marburg 3. Auflage 1968.
- Carl Schneider: Praktische Bibelkunde. Neu herausgegeben und durchgesehen von Arnold Bittlinger. Verlag Die Rufer Kühne, 1968.
- Glossolalia. Kühne, 3. Auflage 1969.
- Das Abendmahl im Neuen Testament und in der frühen Kirche. Kühne, 1969.
- Ratschläge für eine Gemeinde. Der Brief des Paulus an die Philipper. Rolf Kühne, Schloss Craheim 1970.
- Leben in der Gemeinschaft. Präsenz-Verlag der Jesus-Bruderschaft, Gnadenthal 1971 und 1981, ISBN 978-3-87630-440-3.
- Biblische Seelsorge. Tonbandnachschriften von Bibelarbeiten, Arthur Richter zum 65. Geburtstag. Oekumenischer Schriftendienst, Wetzhausen 1973, Hofheim 1985 und Oekumenischer Schriftendienst Schloss Craheim 1988.
- … und sie beten in anderen Sprachen. Charismatische Erneuerung und Glossolalie (= Charisma und Kirche, Heft 2). Hochheim 1979.
- Mit Heribert Mühlen, Erhard Griese, Manfred Kiessig: Einübung in die christliche Grunderfahrung II. Gebet und Erwartung. M. Grünewald, Mainz 1990. ISBN 978-3-7867-0560-4.
- Heimweh nach der Ewigkeit. Tiefenpsychologische Meditationen zum christlichen Glauben. Kösel, 1993, ISBN 978-3-466-36381-0.
- Mit Margrit Beck-Indermaur: Einübung in die Ganzheit: Eine tiefenpsychologische Deutung der christlichen Feste. Metanoia, Dietikon 1992. ISBN 978-3-907038-00-0.
- Wenn Steine reden: Das Kirchenjahr im Spiegel der Oberhallauer Grabsteinsymbole. Metanoia, Dietikon 1993, ISBN 978-3-907038-23-9.
- Auf dem Weg zur Ganzheit. Eine Deutung des Grimm'schen Märchens „Das Mädchen ohne Hände“. Metanoia, Dietikon 1994, ISBN 978-3-907038-28-4.
- Es war einmal… Grimm'sche Märchen im Lichte von Tiefenpsychologie und Bibel. Droemer Knaur, 1994, ISBN 978-3-426-86040-3.
- Reif werden: Eine Deutung des Grimm'schen Märchens «Das Erdmännchen». Metanoia, Dietikon 1994, ISBN 978-3-907038-29-1.
- Der Weg Jesu, Urbild unseres Weges. Tiefenpsychologie und Chakrenmeditation. Droemer Knaur, 1995, ISBN 978-3-426-86090-8.
- Religion und Kulthandlungen: Im Lichte der Analytischen Psychologie. Metanoia, Dietikon 1995, ISBN 978-3-907038-37-6.
- Christlicher Glaube und Astrologie: Ein Interview. Metanoia, Dietikon 1996, ISBN 978-3-907038-45-1.
- Frau Holle: Eine tiefenpsychologische Deutung. Metanoia, Dietikon 1996, ISBN 978-3-907038-44-4.
- Das Geheimnis der christlichen Feste. Kösel Verlag, München 1996, ISBN 978-3-466-36425-1.
- Die Weltzeitalter. Metanoia, Dietikon 1997, ISBN 978-3-907038-52-9.
- Das Rumpelstilzchen: Eine Märchendeutung. Metanoia, Dietikon 1997, ISBN 978-3-907038-53-6.
- Das Vaterunser. Kösel, München 1997. ISBN 978-3-466-36074-1
  - Neuauflage unter dem Tiel: Das Vaterunser erlebt im Licht von Tiefenpsychologie und Chakrenmeditation. Metanoia, Dietikon 2017, ISBN 978-3-905827-20-0.
- Chakren-Meditation. Kösel, München 1999, ISBN 978-3-466-36512-8.
- Selbsterfahrung und Gotteserfahrung: Tiefenpsychologische Deutung des Gleichnisses vom Vater und den beiden Söhnen. Metanoia, Dietikon 2000, ISBN 978-3-907038-77-2.
- So heilen Schamanen: Schamanistische Heilungen im Licht von Bibel und Psychotherapie. Metanoia, Dietikon 3. Auflage 2000, ISBN 978-3-907038-78-9.
- Wein und Weinbau in der Bibel und in ihrer Umwelt. Metanoia, Dietikon 2000, ISBN 978-3-907038-73-4.
- Die Gotteserfahrung des Hiob. Metanoia, Dietikon 8. Auflage 2002, ISBN 978-3-907038-83-3.
- Das Wirken des Heiligen Geistes in der Bibel und heute. Metanoia, Dietikon 2003, ISBN 978-3-907038-88-8.
- Ist die Bibel wahr? Metanoia, Dietikon 5. Auflage 2003, ISBN 978-3-907038-86-4.
- Jesus von Nazareth: Sein Weg und seine Botschaft im Licht der Tiefenpsychologie. Metanoia, Dietikon 2. Auflage 2003, ISBN 978-3-907038-85-7.
- Sehnsucht nach den Engeln. Kösel, München 2003, ISBN 978-3-466-36628-6.
- Wie es begann. Metanoia, Dietikon 2003, ISBN 978-3-907038-87-1.
- Das Rebjahr: Sinnbild des Menschenlebens. Metanoia, Dietikon 2. Auflage 2005, ISBN 978-3-907038-96-3.
- Spiritualität im Unterwegssein: Symbolische Deutung einer ökumenischen Kapelle. Metanoia, Dietikon 2006, ISBN 978-3-907038-93-2.
- Sterben, Tod und Trauer im Märchen. Metanoia, Dietikon 2006, ISBN 978-3-907038-13-0.
- Wir erleben Weihnachten in uns: Tiefenpsychologische Deutung der Weihnachtstafeln des Isenheimer Altars. Metanoia, Dietikon 2008, ISBN 978-3-907038-58-1.
- Die Edelsteine des himmlischen Jerusalem: im Licht des Tierkreises und der Tiefenpsychologie. Metanoia, Dietikon 2009, ISBN 978-3-905827-04-0.
- Oft auch gegen den Strom: Erinnerungen, Teil 1: Kindheit und Jugendzeit. Metanoia, Dietikon 2009, ISBN 978-3-905827-06-4.
- Oft auch gegen den Strom: Erinnerungen, Teil 2: Studium und erste Berufsjahre. Metanoia, Dietikon 2010, ISBN 978-3-905827-07-1.
- Der Weg des Jona: im Licht der Tiefenpsychologie. Metanoia, Dietikon 2010, ISBN 978-3-905827-12-5.
- Lukas begegnen: Lukas als Historiker und Maler, als Arzt und Psychotherapeut. Metanoia, Dietikon 2011, ISBN 978-3-905827-13-2.
- Oft auch gegen den Strom: Erinnerungen, Teil 3: Mein Weg in die Weite. Metanoia, Dietikon 2011, ISBN 978-3-905827-08-8.
- Oft auch gegen den Strom: Erinnerungen, Teil 4: Meine innere Reise. Metanoia, Dietikon 2013, ISBN 978-3-905827-09-5.
- Aus der Freude leben: Der Apostel Paulus schreibt an die Christen in Philippi. Metanoia, Dietikon 2014, ISBN 978-3-905827-16-3.
- Es ist vollbracht. – Tiefenpsychologische Zugänge zu den sieben Kreuzesworten Jesu. Metanoia, Dietikon 2015, ISBN 978-3-905827-18-7.
- Die Karwoche im Licht der Planeten: Tiefenpsychologische Zugänge. Metanoia, Dietikon 2015, ISBN 978-3-905827-00-2.
- Die vier Gesichter der Adventszeit im Licht von Tiefenpsychologie und Bibel. Metanoia, Dietikon 2015, ISBN 978-3-905827-19-4.

### Audio
- Die Karwoche im Licht der Planeten. Metanoia, Dietikon 2008, ISBN 978-3-905827-01-9.
- Maria von Magdala. Eine Frau findet ihren Weg. Metanoia, Dietikon 2009, ISBN 978-3-905827-03-3.
- Gott, wer bist du? Metanoia, Dietikon 2013, ISBN 978-3-905827-14-9.

### Film
- Als tiefes Schweigen das All umfing. Eine Advents- und Weihnachtsmeditation. Produktion SWR 1995. Metanoia, Dietikon 2008. ISBN 978-3-907038-27-7.

## Kritik
Bittlinger kann als unkonventioneller Pionier, Vorreiter und Impulsgeber gesehen werden, der ein starkes Gespür für geistliche Sehnsüchte, Entwicklungen und Neuerungen hatte. Nicht alle Personen und Gruppierungen sind aber bereit und offen für Veränderungen aus theologischen, psychologischen und sozialen Gründen. Deshalb hat er auch einiges an Kritik hervorgerufen. Seine grössten theologischen Kritiker sind eher evangelikal-konservative Christen, die seine Begeisterung für die Charismatik, schamanistische Praktiken und seine synkretischen Tendenzen ablehnen. Sie gehen oft auf Alexander Seibel und seine geäusserte Kritik zurück.